# South San Francisco
South San Francisco es una ciudad en el condado de San Mateo, California, Estados Unidos, situada en la península de San Francisco en el área de la bahía de San Francisco. La ciudad queda muy cerca a la ciudad y condado de San Francisco y su nombre significa literalmente San Francisco Sur. La población era de 60.552 en el censo 2000. 
La ciudad limita al norte con el aeropuerto internacional de San Francisco en un valle pequeño entre la montaña de San Bruno y la gama costera. La ciudad es servida por dos carreteras importantes, la ruta 101 (la autopista sin peaje de los EE. UU. de Bayshore) y 280 de un estado a otro. Una estación de BART se abrió en South San Francisco en el 2003, supliendo el servicio de trenes Caltrain a San Francisco y a San Jose. El centro de la ciudad es pequeño y varios lugares de la ciudad se han subdividido residencialmente, tales como los jardines del sol, el parque de Avalon, Winston Manor, y el rancho Buri Buri, están situados al oeste de la carretera 101, mientras que el área al este de la carretera 101 es dominada por los complejos industriales suaves entremezclados con los parques de oficinas futuristas, particularmente en el Marina Point Oyster. Las porciones occidentales extremas de la ciudad cerca de la autopista 280 se sientan a lo largo de una ladera y ofrecen vistas de la bahía de San Francisco. Esta área se le conoce por los residentes como Westborough. La parte meridional de la ciudad, más cercana al aeropuerto, es casera a una gran cantidad de talleres de reparaciones de autos, proporciona estacionamientos del aeropuerto internacional de San Francisco a gran escala, y de hoteles de lujo. Con la estación de BART de South San Francisco, últimamente los progresos residenciales han comenzado a rodear y construir en las orillas y cercanías de la estación, formando una aldea de tránsito masivo a todas horas.
Los Locales refieren a la ciudad como “South City,” más o menos de la misma manera que a San Francisco le llaman “The City.” La gente sin conocer el área, erróneamente confunden South San Francisco a menudo como la parte meridional de la ciudad de San Francisco.
South San Francisco tiene dos High Schools muy importantes: El Camino High School y la South San Francisco High School, que comparten una rivalidad en la ciudad. La ciudad también tiene tres Middle Schools: Parkway Heights, Westborough, y Alta Loma.

## Clima
El clima de South San Francisco se asemeja al de la ciudad de San Francisco. Los veranos son dominados por la niebla y el viento del Océano Pacífico. Sin embargo, las colinas al oeste de la ciudad evitan que la niebla se mueva totalmente sobre la ciudad hasta la tardecer. No es inusual para las partes occidentales de la ciudad estar en niebla fría y ventosa, mientras que las porciones del este son asoleadas y considerablemente más calientes. Los inviernos son suaves, pero lluviosos, y la nieve es muy rara. Otoño y la primavera son típicamente las estaciones con el tiempo más favorable.

## Geografía
South San Francisco está situado en 37°39 el ″ N, 122°25 ″ W (37.655983, -122.425525) del ′ 22 del ′ 32 GR1. Según la oficina de censo de Estados Unidos, la ciudad tiene un área total de 77.0 kilómetros de ² (² de 29.7 millas). 23.4 kilómetros de ² (² de 9.0 millas) de él son tierra y 53.7 kilómetros de ² (² de 20.7 millas) de él (69.67%) son agua.

## Demografía
A la fecha el censoGR2 del año 2000, había 60.552 personas, 19.677 casas, y 14.659 familias que residían en la ciudad. La densidad demográfica era ² de los 2,591.9/km (² 6,712.8/mi). Había 20.138 unidades de cubierta en una densidad media del ² de los 862.0/km (² 2,232.5/mi). La división racial de la ciudad era 42.15% blancos, 3.82% afroamericanos, 1.10% americanos nativos, 27.92% asiáticos, 2.46% isleños pacíficos, 16.01% de otras razas, y 8.25% a partir de dos o más razas. Hispanos o Latinos de cualquier raza era 35.74% de la población. 
Por los estándares del área de la Bahía (basado a donde el costo de la vida es muy alto), South San Francisco es una ciudad de clase media y de clase obrera. Sin embargo, esa imagen está cambiando rápidamente por la cantidad de hogares de lujo que se han construido en el área en estos últimos años para aprovecharse de la proximidad al centro de la ciudad de San Francisco, a la industria de la biotecnología, y a la península.